# Leichtathletik-Europameisterschaften 2022/100 m der Männer

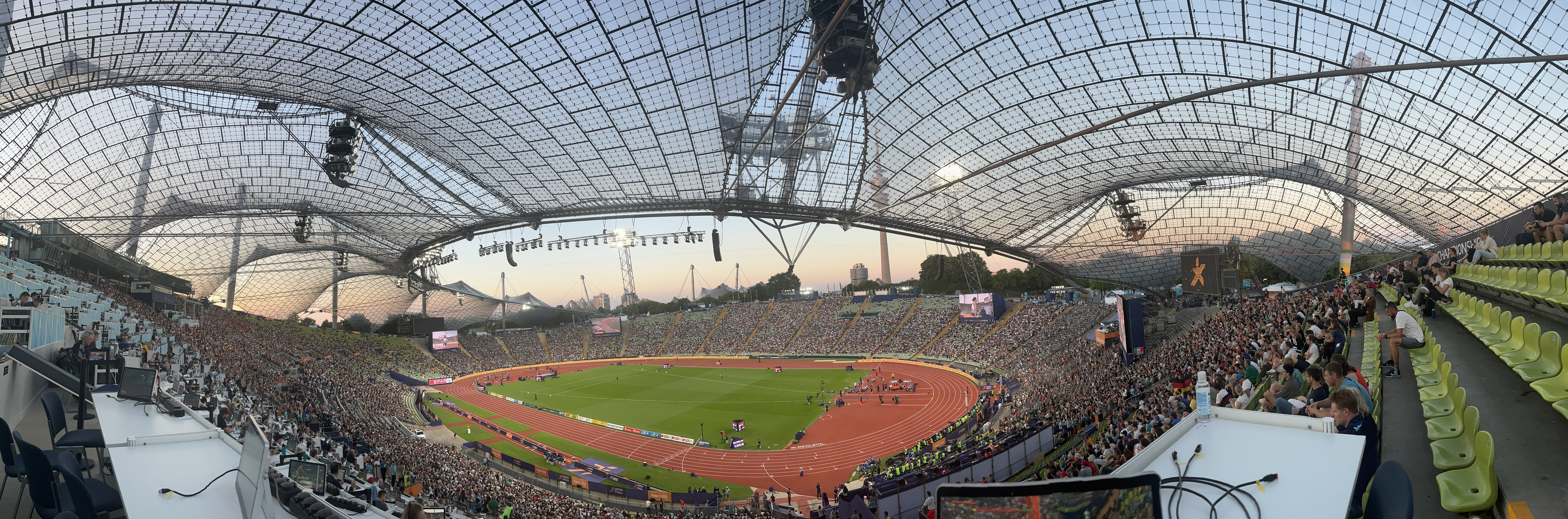
Das Olympiastadion in München während der Europameisterschaften 2022

Der 100-Meter-Lauf der Männer bei den Leichtathletik-Europameisterschaften 2022 wurde am 15. und 16. August 2022 im Olympiastadion der deutschen Stadt München ausgetragen.
Mit Silber und Bronze errangen die britischen Sprinter in diesem Wettbewerb zwei Medaillen. Europameister wurde der aktuelle Olympiasieger und Europarekordinhaber Marcell Jacobs aus Italien. Er gewann vor Titelverteidiger Zharnel Hughes, der sich drei Tage später den Titel über 200 Meter sicherte. Bronze ging an Jeremiah Azu.

## Rekorde

### Bestehende Rekorde
| Weltrekord           | 9,58 s | Usain Bolt     | WM Berlin, Deutschland | 16. August 2009 |
| Europarekord         | 9,80 s | Marcell Jacobs | OS Tokio, Japan        | 1. August 2021  |
| Meisterschaftsrekord | 9,95 s | Zharnel Hughes | EM Berlin, Deutschland | 4. August 2018  |

### Rekordverbesserungen
Der bestehende EM-Rekord wurde egalisiert und darüber hinaus gab es einen eingestellten und einen neuen Landesrekord.
- Meisterschaftsrekord:
  - 9,95 s – Marcell Jacobs (Italien), Finale am 16. August bei einem Rückenwind von 0,1 m/s
- Landesrekorde:
  - 10,13 s (egalisiert) – Ján Volko (Slowakei), zweites Halbfinale am 16. August bei einem Rückenwind von 0,3 m/s
  - 10,17 s – Israel Olatunde (Irland), Finale am 16. August bei einem Rückenwind von 0,1 m/s

## Regelungen für die Jahresbesten bis zu Streckenlängen von 400Metern
Wie schon bei den Europameisterschaften 2016 und 2018 waren die zwölf Jahresschnellsten in den Sprints und Hürdensprints bis einschließlich 400 Meter auch hier in München direkt für die Halbfinals qualifiziert. Bedingt durch Zeitgleichheit waren in diesem Wettbewerb sogar dreizehn Athleten von der Vorrundenteilnahme befreit. In den Halbfinals wurden zur Ermittlung der Finalteilnehmer jeweils drei Läufe ausgetragen. Alle anderen Athleten mussten sich zunächst in einer Vorrunde für die Semifinalteilnahme qualifizieren.

## Legende
Kurze Übersicht zur Bedeutung der Symbolik – so üblicherweise auch in sonstigen Veröffentlichungen verwendet:
| CR  | Championshiprekord                                                                                              |
| NR  | Nationaler Rekord                                                                                               |
| e   | egalisiert |
| DNS | nicht am Start (did not start)                                                                                  |
| DNF | Wettkampf nicht beendet (did not finish)                                                                        |
| IWR | Internationale Wettkampfregeln                                                                                  |
| TR  | Technische Regeln                                                                                               |
| ‡   | einer der zwölf (hier dreizehn) schnellsten Sprinter der Jahresbestenliste (Markierung verwendet im Halbfinale) |

## Vorrunde
15. August 2022
Die Vorrunde wurde in drei Läufen durchgeführt. Die ersten drei Wettbewerber pro Lauf – hellblau unterlegt – sowie der darüber hinaus zeitschnellste Teilnehmer – hellgrün unterlegt – qualifizierten sich für das Halbfinale.

### Vorlauf 1

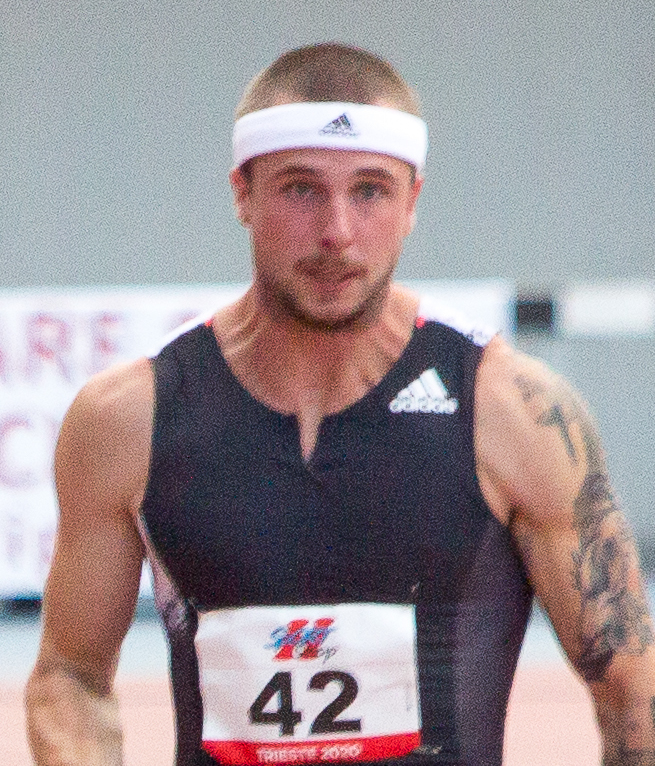
Joris van Gool – ausgeschieden als Fünfter des ersten Vorlaufs

15. August 2022, 10:40 Uhr MESZ

Wind: +0,7 m/s
| Platz | Name                   | Nation      | Zeit (s) |
| ----- | ---------------------- | ----------- | -------- |
| 1     | Ján Volko              | Slowakei    | 10,22    |
| 2     | Henrik Larsson         | Schweden    | 10,32    |
| 3     | Przemysław Słowikowski | Polen       | 10,35    |
| 4     | Karl Erik Nazarov      | Estland     | 10,38    |
| 5     | Joris van Gool         | Niederlande | 10,45    |
| DNF   | Kojo Musah             | Dänemark    |          |

### Vorlauf 2

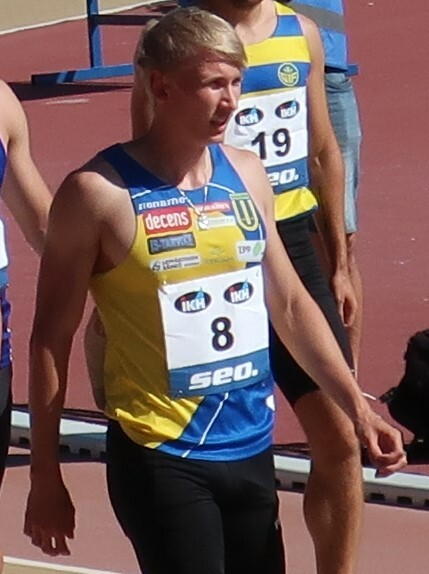
Samuli Samuelsson – ausgeschieden als Vierter des zweiten Vorlaufs
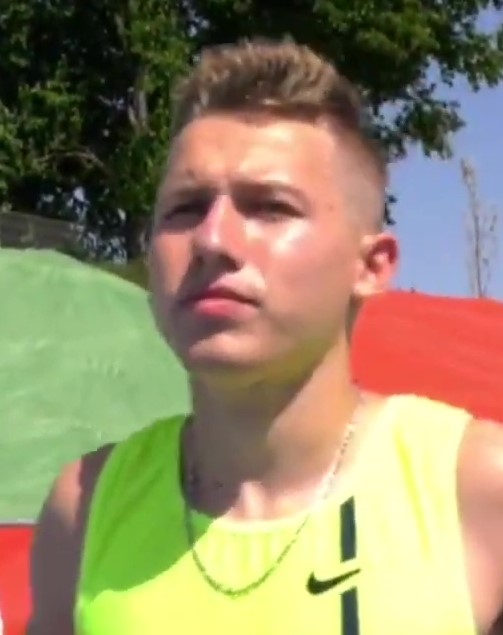
Adrian Brzeziński – ausgeschieden als Fünfter des zweiten Vorlaufs
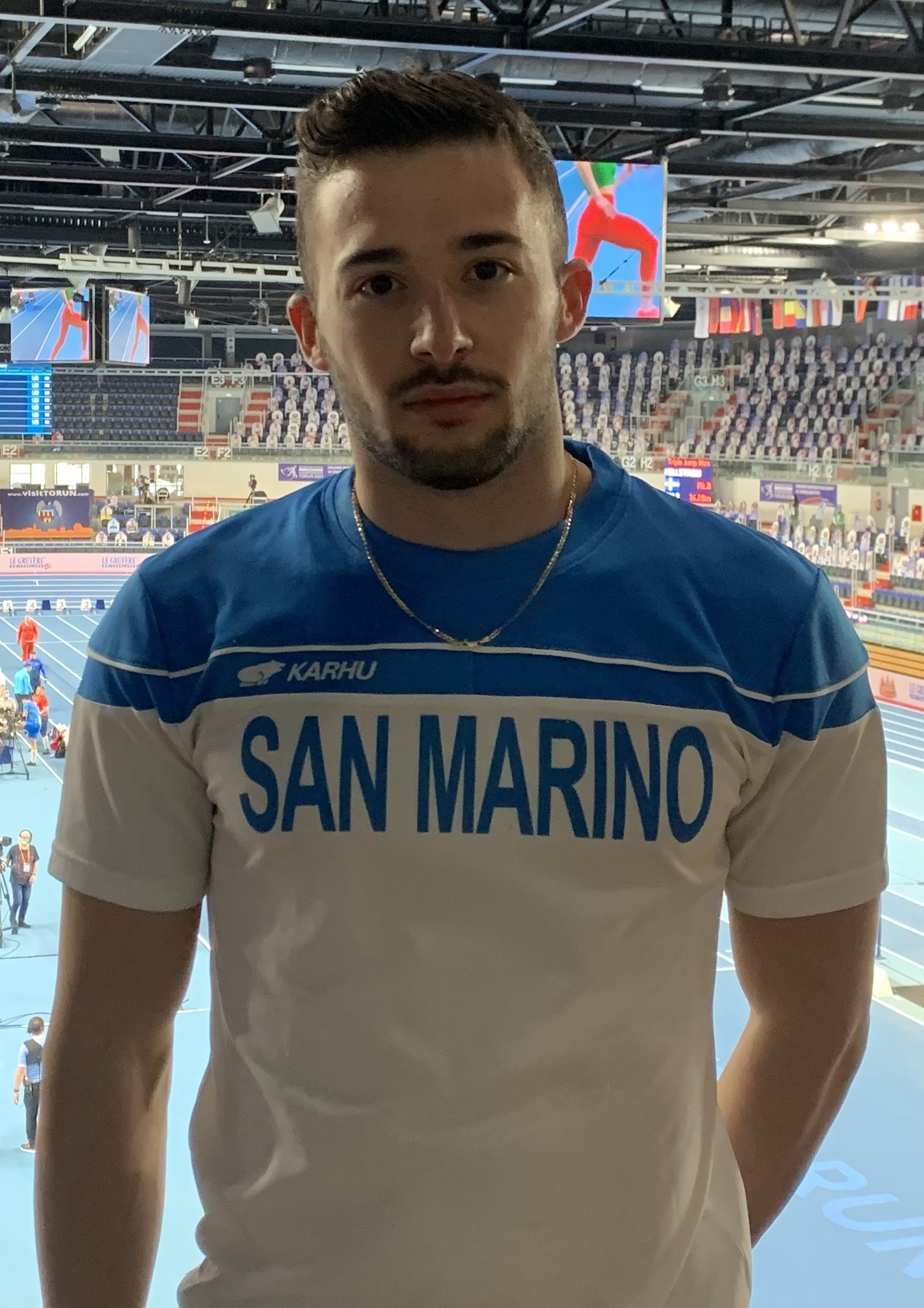
Francesco Sansovini – ausgeschieden als Sechster des zweiten Vorlaufs

15. August 2022, 10:48 Uhr MESZ

Wind: ±0,0 m/s
| Platz | Name                | Nation     | Zeit (s) |
| ----- | ------------------- | ---------- | -------- |
| 1     | Pascal Mancini      | Schweiz    | 10,24    |
| 2     | Kayhan Özer         | Türkei     | 10,31    |
| 3     | Kobe Vleminckx      | Belgien    | 10,34    |
| 4     | Samuli Samuelsson   | Finnland   | 10,39    |
| 5     | Adrian Brzeziński   | Polen      | 10,46    |
| 6     | Francesco Sansovini | San Marino | 10,82    |

### Vorlauf 3
15. August 2022, 10:56 Uhr MESZ

Wind: +0,1 m/s
| Platz | Name                   | Nation     | Zeit (s)                    |
| ----- | ---------------------- | ---------- | --------------------------- |
| 1     | Francesco Sansovini    | Irland     | 0010,19                     |
| 2     | Dominik Kopeć          | Polen      | 0010,30                     |
| 3     | Emre Zafer Barnes      | Türkei     | 0010,33                     |
| 4     | Carlos Nascimento      | Portugal   | 0010,33                     |
| 5     | Frederik Schou-Nielsen | Dänemark   | 0010,34                     |
| 6     | Zdeněk Stromšík        | Tschechien | 0010,60                     |
| DSQ   | Sergio López           | Spanien    | IWR 162, TR16.8 – Fehlstart |

## Halbfinale
16. August 2022
Aus den drei Halbfinalläufen qualifizierten sich die jeweils ersten beiden Athleten – hellblau unterlegt – sowie die darüber hinaus zwei zeitschnellsten Läufer – hellgrün unterlegt – für das Finale.

### Halbfinallauf 1
16. August 2022, 20:05 Uhr MESZ

Wind: ±0,0 m/s
| Platz | Name                 | Nation         | Zeit (s) |
| ----- | -------------------- | -------------- | -------- |
| 1     | Zharnel Hughes ‡     | Großbritannien | 10,03    |
| 2     | Jeremiah Azu ‡       | Großbritannien | 10,17    |
| 3     | Jimmy Vicaut ‡       | Frankreich     | 10,18    |
| 4     | Lucas Ansah-Peprah ‡ | Deutschland    | 10,19    |
| 5     | Pascal Mancini       | Schweiz        | 10,23    |
| 6     | Henrik Larsson       | Schweden       | 10,28    |
| 7     | Kayhan Özer          | Türkei         | 10,34    |
| 8     | Markus Fuchs ‡       | Österreich     | 10,42    |

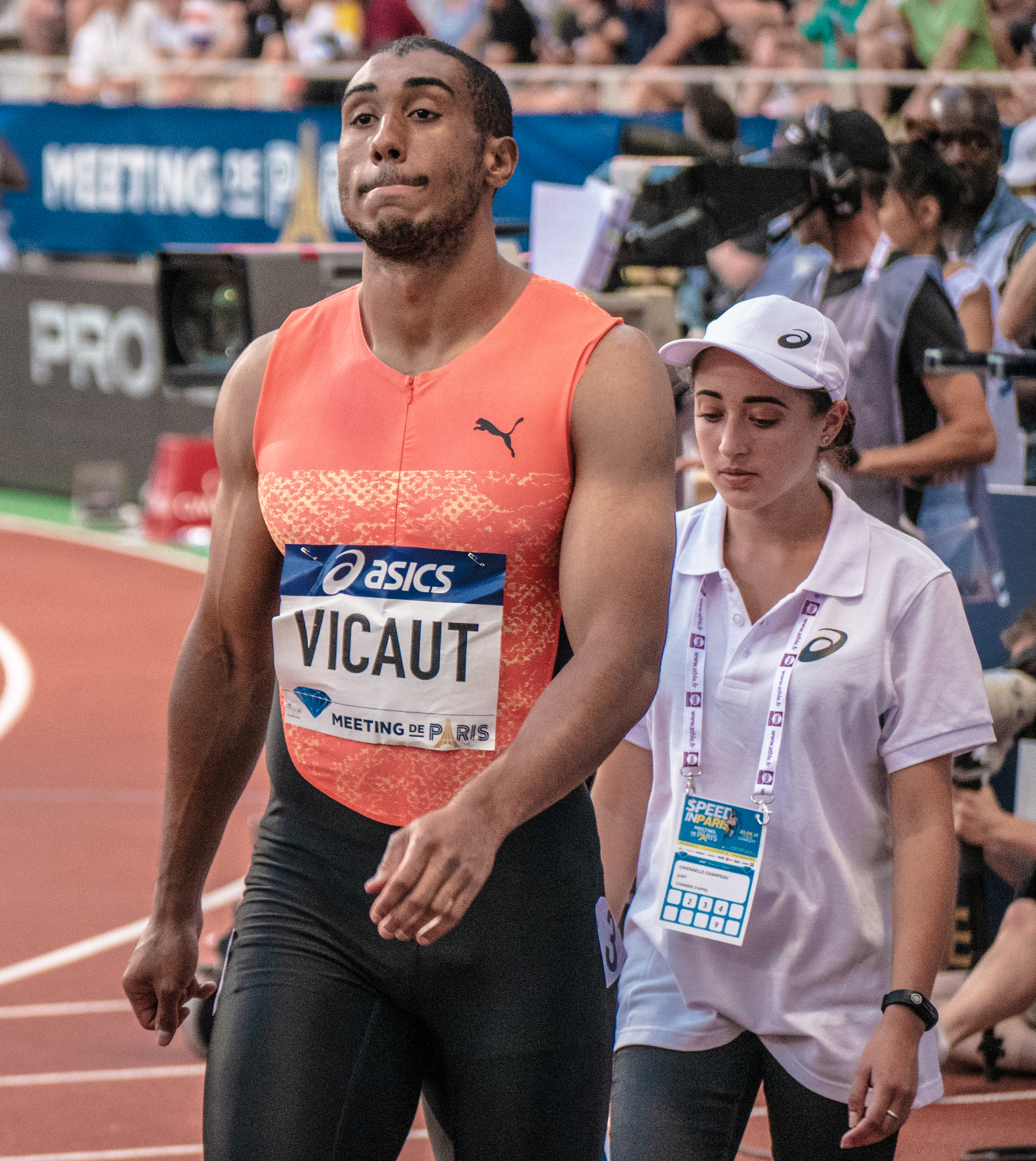
Der in der Vergangenheit sehr erfolgreiche Jimmy Vicaut schied als Dritter des ersten Halbfinals aus

Weitere im ersten Halbfinale ausgeschiedene Sprinter:

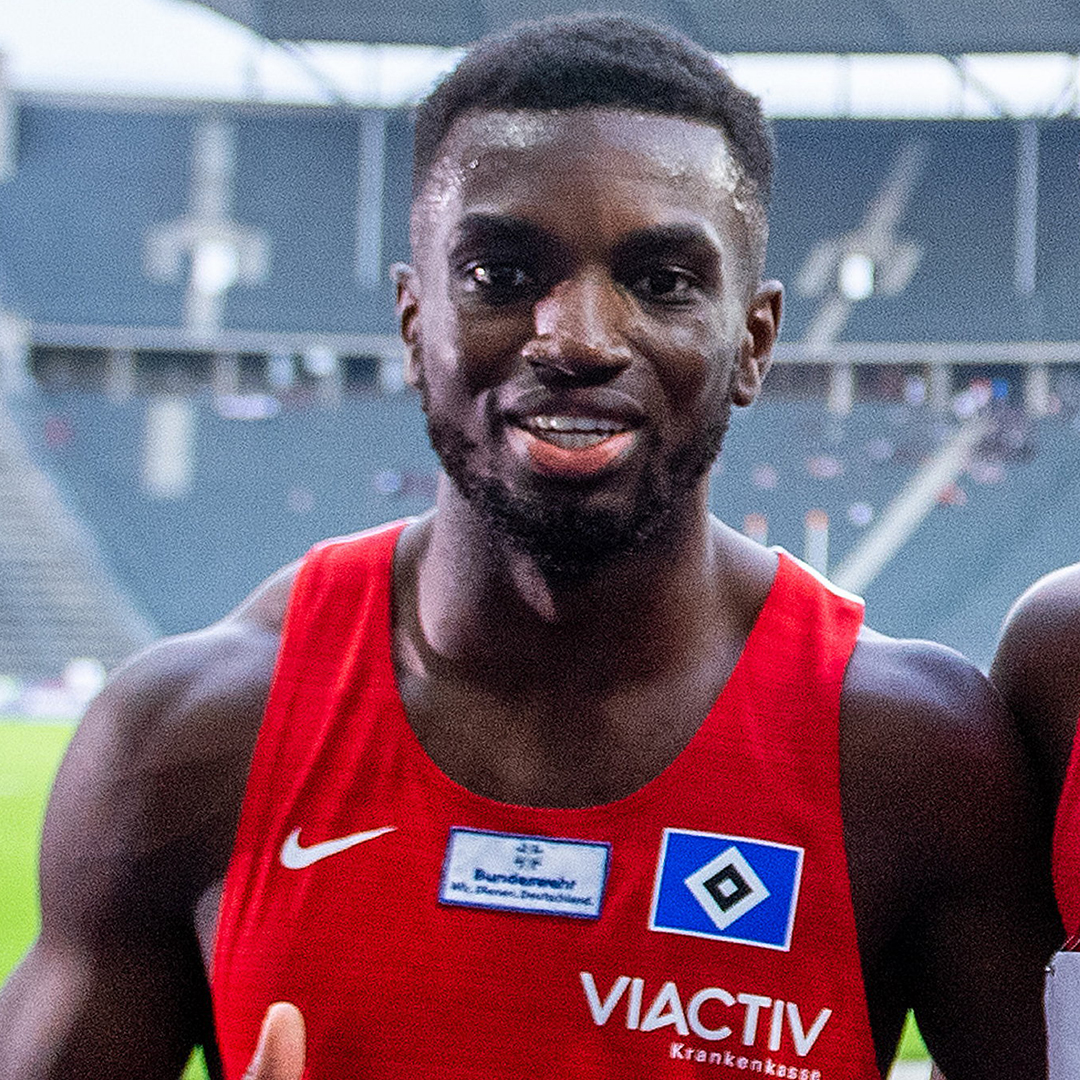
Lucas Ansah-Peprah – Rang vier
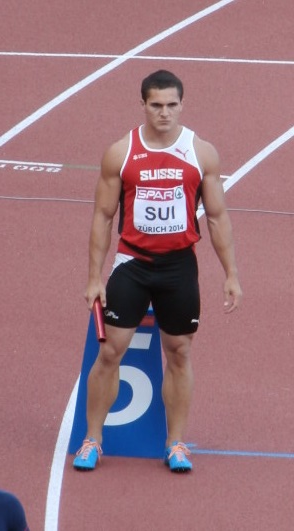
Pascal Mancini – Rang fünf
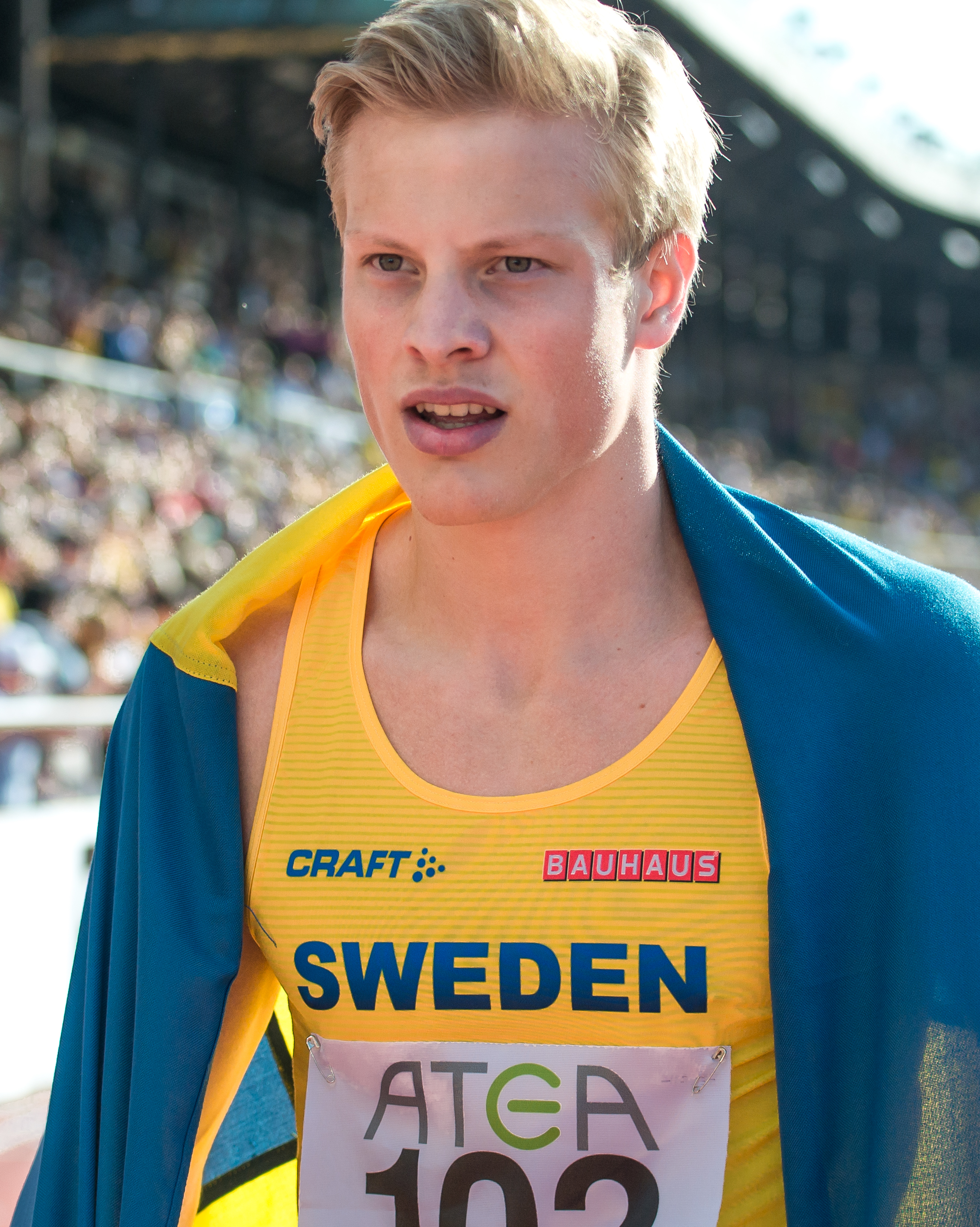
Henrik Larsson – Rang sechs
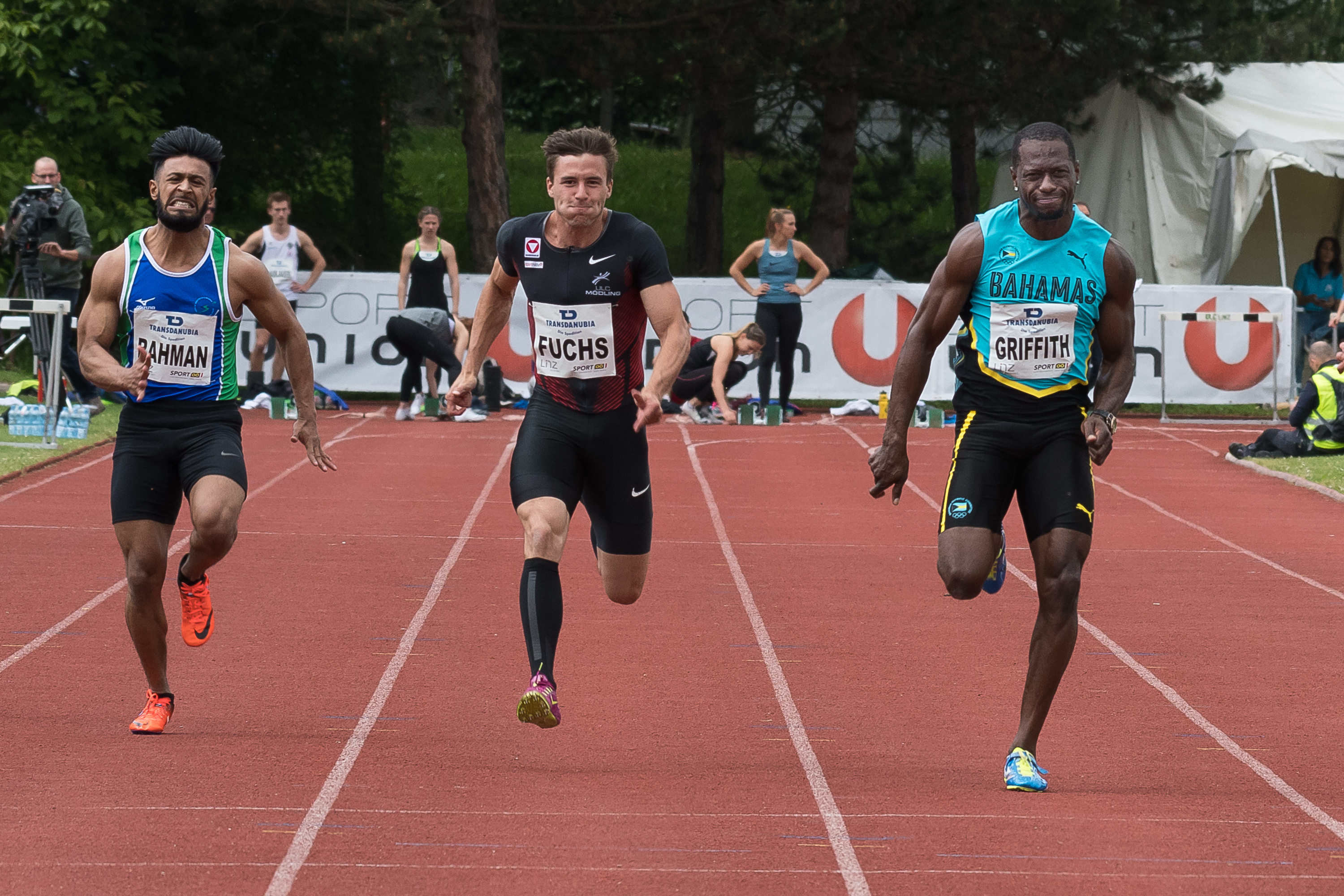
Markus Fuchs (Mitte) – Rang acht

### Halbfinallauf 2

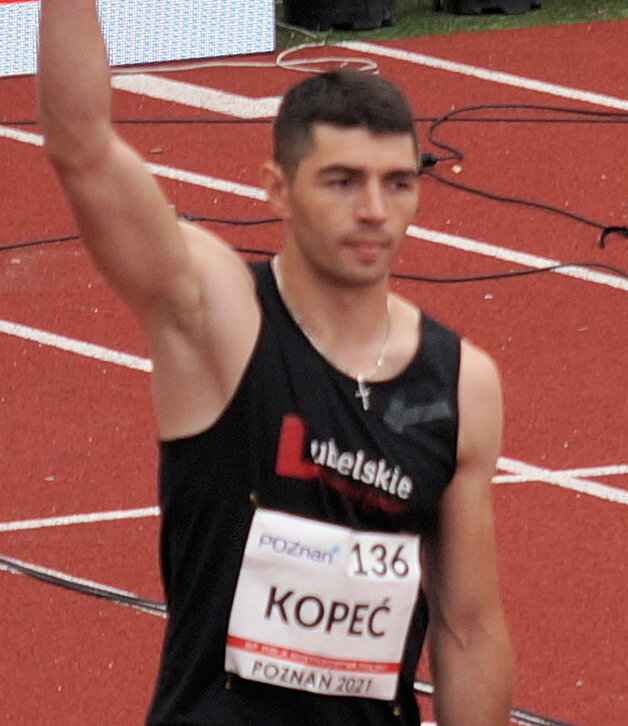
Dominik Kopeć – ausgeschieden als Sechster des zweiten Halbfinals
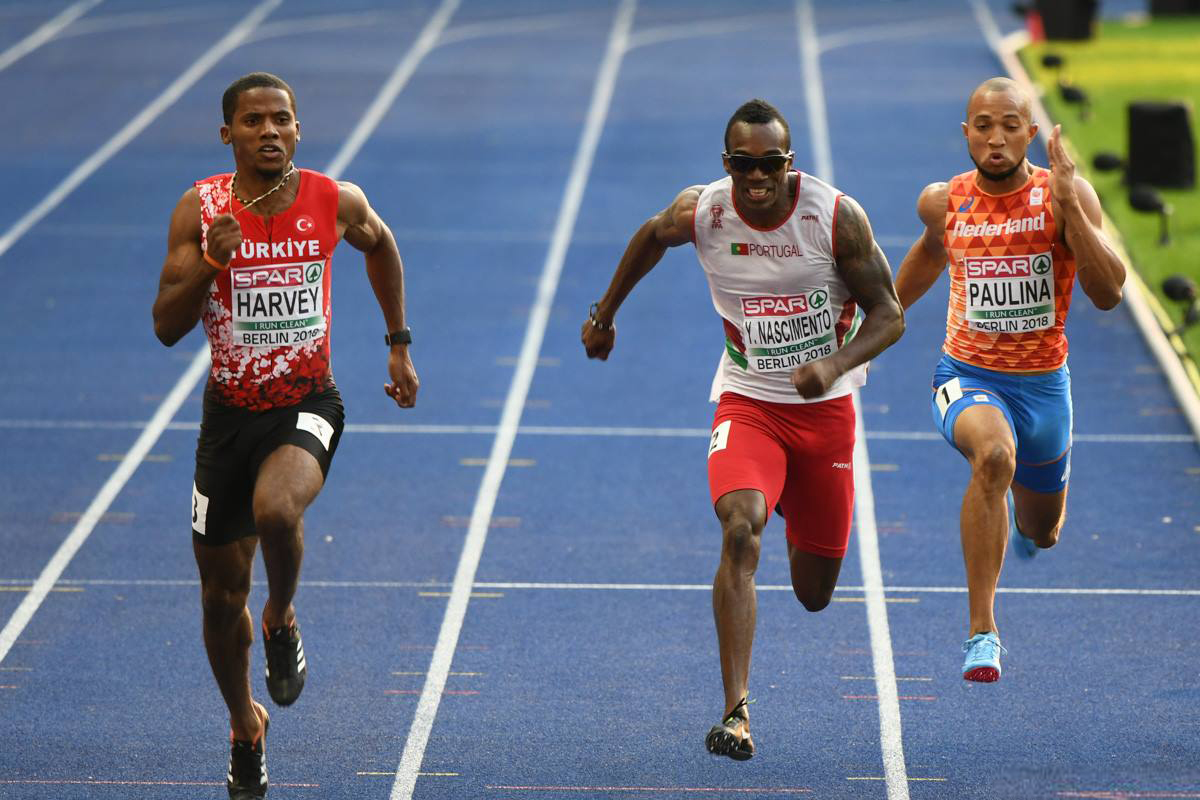
Jak Ali Harvey – im zweiten Halbfinale disqualifiziert

16. August 2022, 20:12 Uhr MESZ

Wind: +0,3 m/s
| Platz | Name              | Nation         | Zeit (s)                                                                   |
| ----- | ----------------- | -------------- | -------------------------------------------------------------------------- |
| 1     | Reece Prescod ‡   | Großbritannien | 0010,10                                                                    |
| 2     | Chituru Ali ‡     | Italien        | 0010,12                                                                    |
| 3     | Ján Volko         | Slowakei       | 0010,13 NRe                                                                |
| 4     | Mouhamadou Fall ‡ | Frankreich     | 0010,16                                                                    |
| 5     | Owen Ansah ‡      | Deutschland    | 0010,20                                                                    |
| 6     | Dominik Kopeć     | Polen          | 0010,23                                                                    |
| 7     | Carlos Nascimento | Portugal       | 0010,40                                                                    |
| DSQ   | Jak Ali Harvey    | Türkei         | IWR 162, TR16.5.3 – Regelwidrige Startstellung/IWR 162, TR16.8 – Fehlstart |

### Halbfinallauf 3

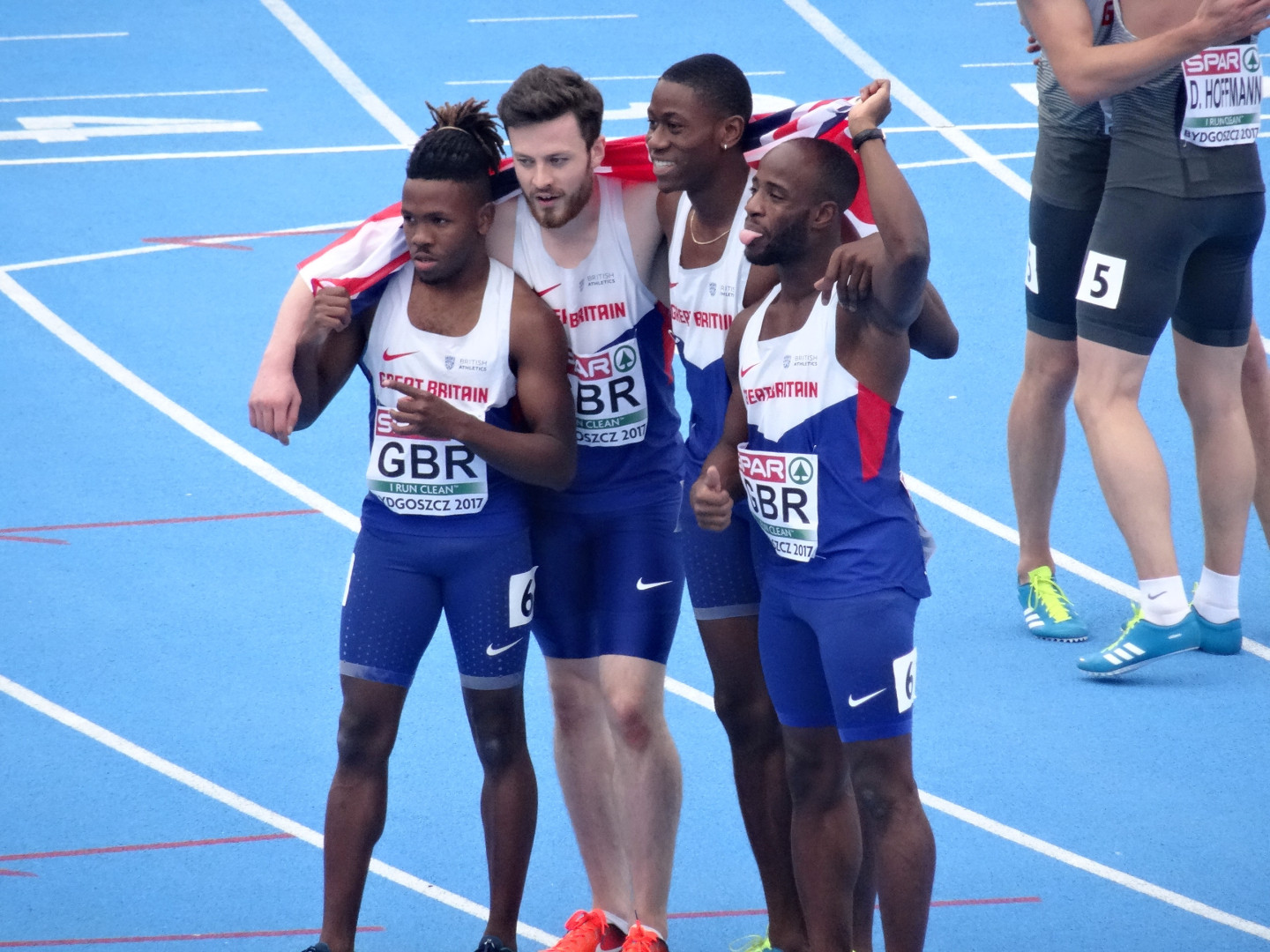
Ojie Edoburun (Zweiter von rechts) – ausgeschieden als Sechster des dritten Halbfinals
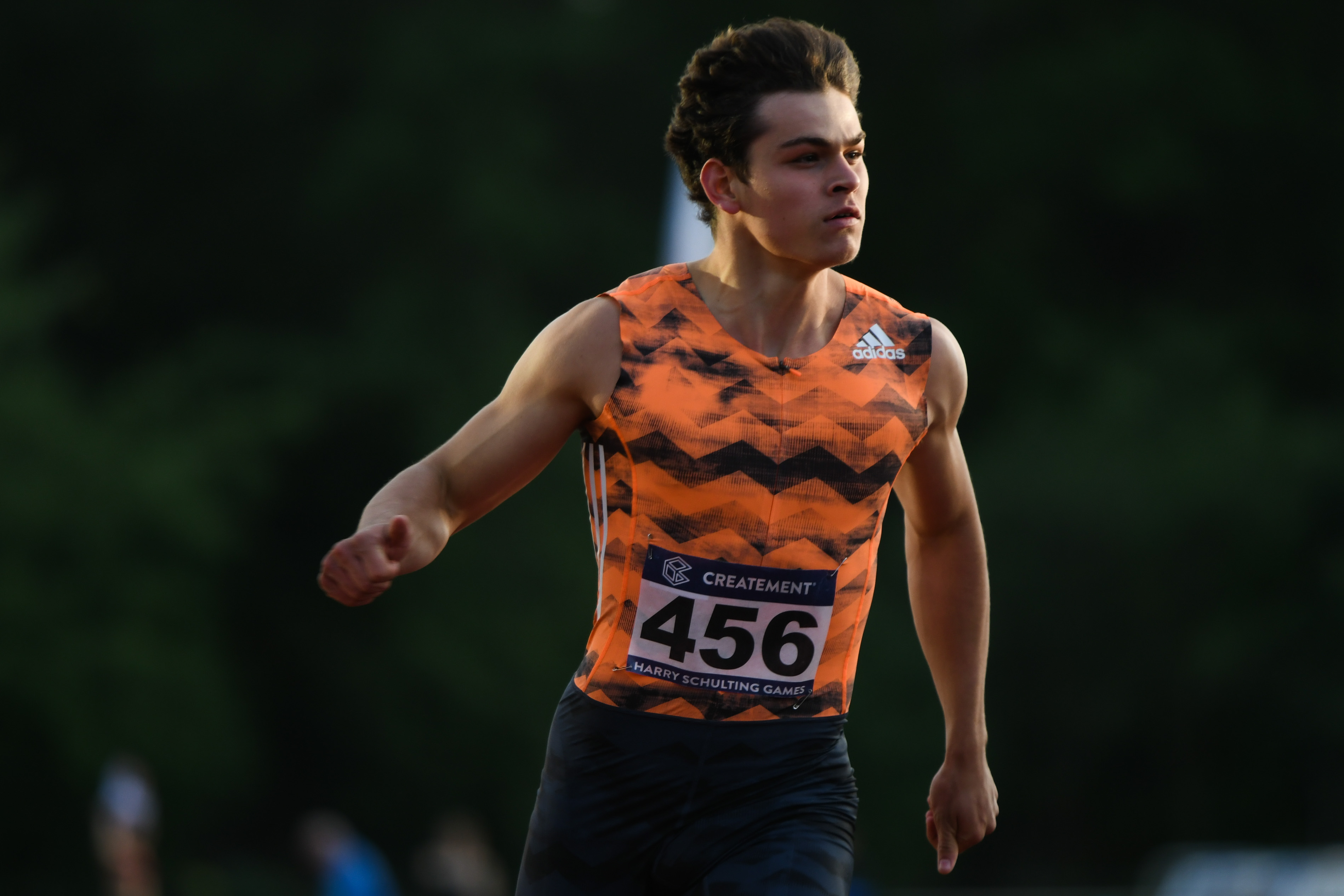
Kobe Vleminckx – ausgeschieden als Siebter des dritten Halbfinals
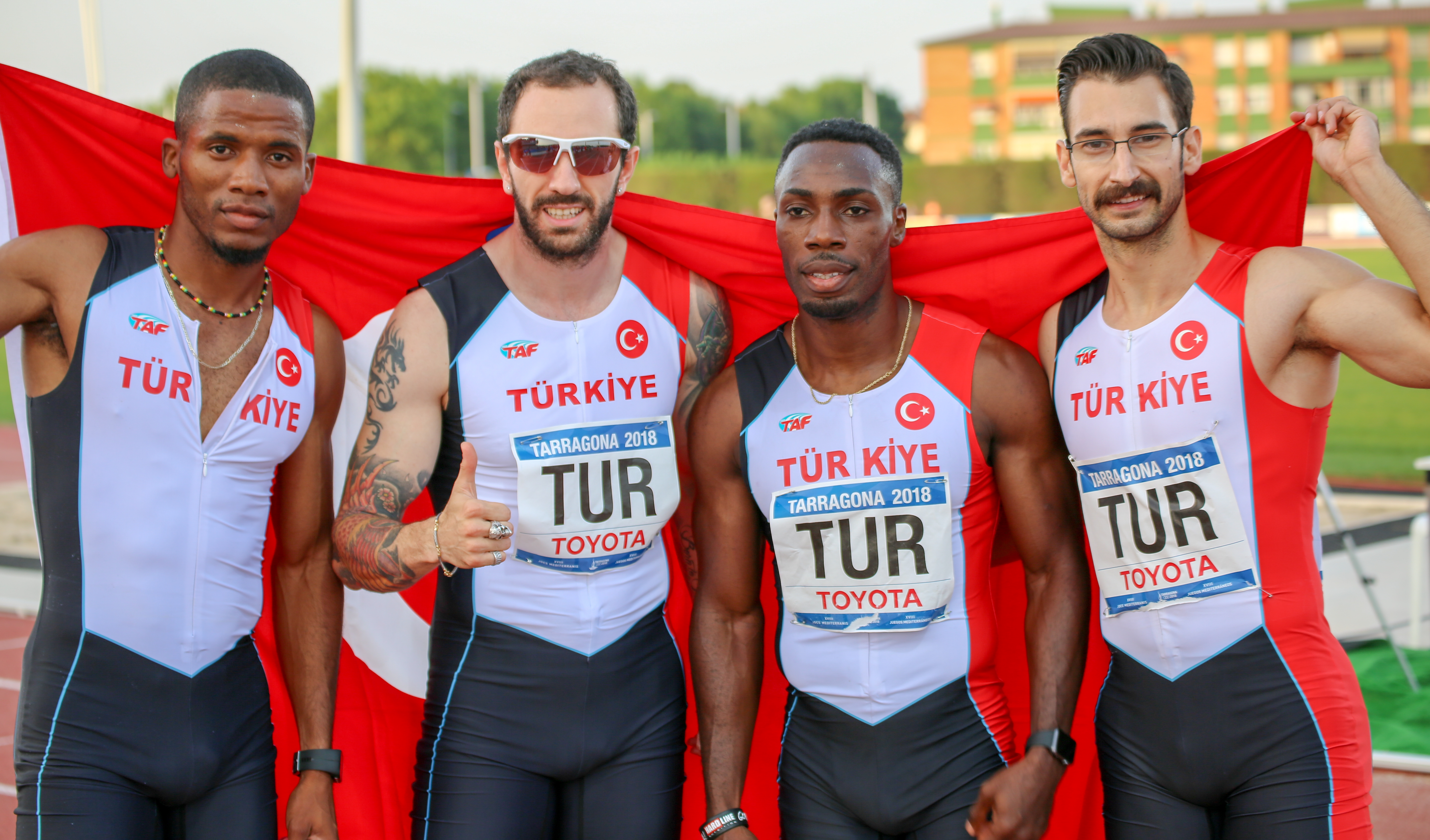
Emre Zafer Barnes (ganz links) – ausgeschieden als Achter des dritten Halbfinals

16. August 2022, 20:19 Uhr MESZ

Wind: +0,2 m/s
| Platz | Name                   | Nation         | Zeit (s) |
| ----- | ---------------------- | -------------- | -------- |
| 1     | Marcell Jacobs ‡       | Italien        | 10,00    |
| 2     | Israel Olatunde ‡      | Irland         | 10,20    |
| 3     | Méba-Mickaël Zézé ‡    | Frankreich     | 10,21    |
| 4     | Julian Wagner ‡        | Deutschland    | 10,21    |
| 5     | Przemysław Słowikowski | Polen          | 10,24    |
| 6     | Ojie Edoburun ‡        | Großbritannien | 10,25    |
| 7     | Kobe Vleminckx         | Belgien        | 10,32    |
| 8     | Emre Zafer Barnes      | Türkei         | 10,41    |

## Finale

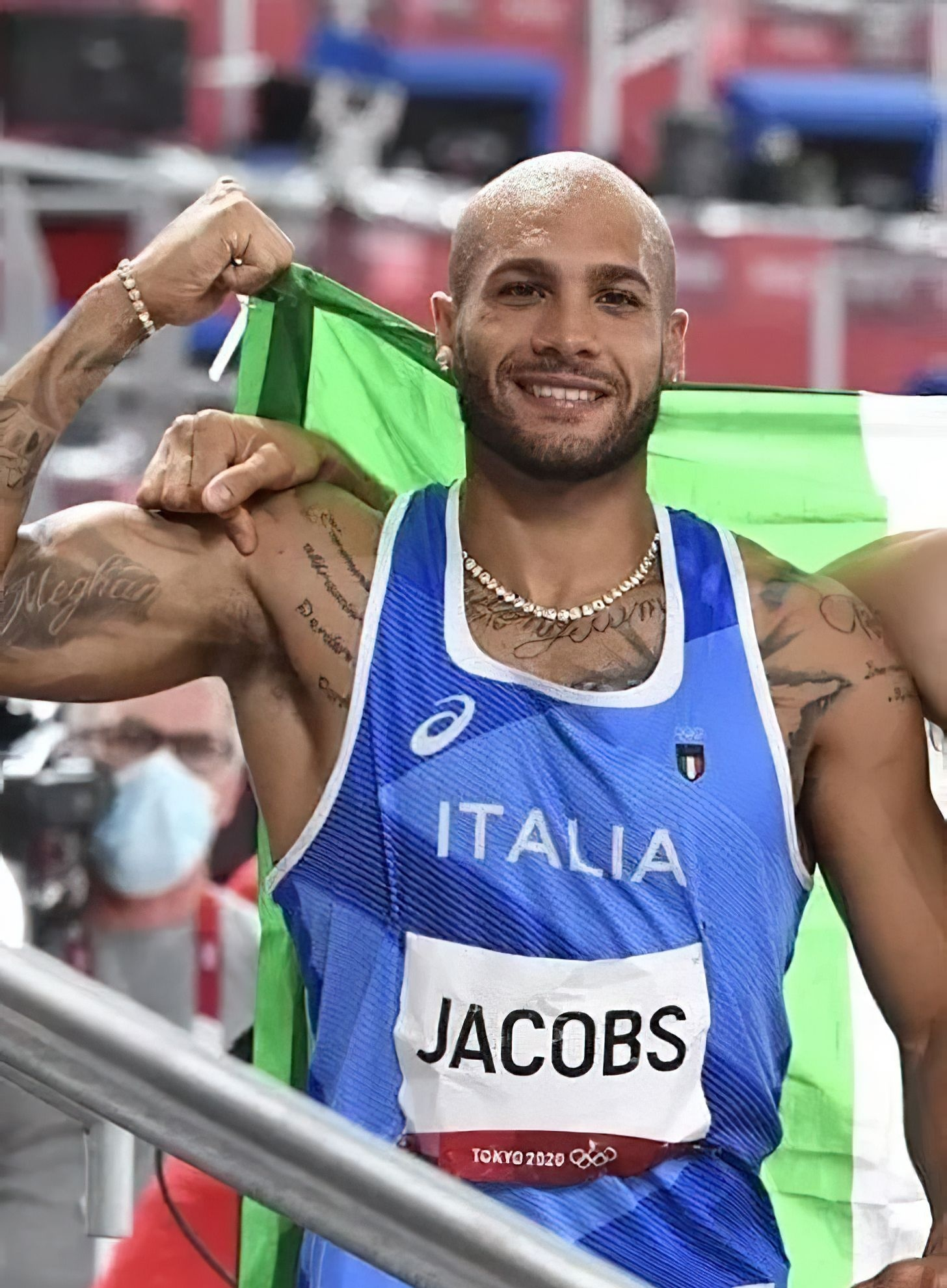
Europameister wurde der aktuelle Olympiasieger und Europarekordinhaber Marcell Jacobs

16. August 2022, 22:15 Uhr MESZ

Wind: +0,1 m/s
| Platz | Name            | Nation         | Zeit (s)  |
| ----- | --------------- | -------------- | --------- |
| 1     | Marcell Jacobs  | Italien        | 09,95 CRe |
| 2     | Zharnel Hughes  | Großbritannien | 09,98     |
| 3     | Jeremiah Azu    | Großbritannien | 10,13     |
| 4     | Ján Volko       | Slowakei       | 10,16     |
| 5     | Mouhamadou Fall | Frankreich     | 10,17     |
| 6     | Israel Olatunde | Irland         | 10,17 NR0 |
| 7     | Reece Prescod   | Großbritannien | 10,18     |
| 8     | Chituru Ali     | Italien        | 10,28     |

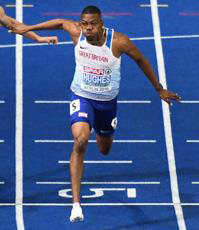
Silber gab es für Titelverteidiger Zharnel Hughes
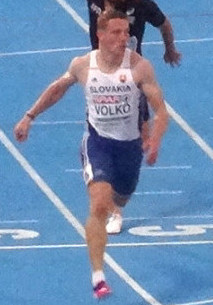
Ján Volko, der bereits im Vorlauf antreten musste, egalisierte im Halbfinale den slowakischen Landesrekord und wurde im Finale überraschender Vierter
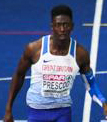
Reece Prescod kam auf den siebten Platz

## Videolinks
- 100m Mens Final Munich 2022 European Athletics Championships, youtube.com, abgerufen am 31. März 2023
- 100m Men Semi Final 1 & 2 Munich 2022 European Athletics Championships, youtube.com, abgerufen am 31. März 2023